# Любович, Николай Николаевич
Николай Николаевич Любович (16 [28] марта 1855, Тульчин, Подольская губерния — 1935, Ростов-на-Дону) — русский и советский учёный, историк-медиевист; профессор и декан историко-филологического факультета Университета Св. Владимира; член-корреспондент АН СССР (с 06.12.1924).

## Биография
Родился 16 (28) марта 1855 года в городе Тульчин Брацлавского уезда Подольской губернии.
Учился в Первой киевской гимназии, затем — в киевском Университете Св. Владимира на историко-филологическом факультете.
Был доцентом всеобщей истории в Варшавском университете, профессором истории и деканом историко-филологического факультета Киевского университета св. Владимира. Любович был одним из учредителей Общества истории, филологии и права при Варшавском университете (1901), состоял членом Общества истории, этнографии и археологии. После установления советской власти на Дону, участвовал в создании здесь новой высшей школы, работал в Ростовском университете.
С 1929 года Николай Николаевич находился на пенсии. Был репрессирован, умер в 1935 году. По другим данным умер в 1933 году.

## Научная деятельность
Любович написал единственное оригинальное русское сочинение по истории нидерландской революции — «Марникс де Сент-Альдегонд как политический писатель» (Киев, 1877).

### Научные труды
- «История реформации в Польше. Кальвинисты и антитринитарии» (Варшава, 1883; магистерская диссертация),
- «Начало католической реакции и упадок реформации в Польше» (Варшава, 1890; докторская диссертация, удостоенная Макарьевской премии),
- «Общественная роль религиозных движений» (Варшава, 1881),
- «Альбрехт, герцог прусский, и реформация в Польше» (Варшава, 1885),
- «К истории иезуитов в литовско-русских землях в XVI веке» (Варшава, 1888),
- «Хозяйство и финансы немецких городов в XIV—XV веках» (Варшава, 1904).